# Herat
Herāt (/hɛˈrɑːt/; tiếng Pashtun: هرات) là thành phố tỉnh lỵ tỉnh Herat ở Afghanistan. Đây là thành phố lớn thứ 3 của Afghanistan, với dân số năm 2006 là 397.456 người. Herat tọa lạc trong thung lũng sông Hari, con sông chảy từ các núi của trung bộ Afghanistan đến sa mạc Karakum ở Turkmenistan. Thành phố được kết nối đường bộ với Kandahar và Mazar-e-Sharif qua quốc lộ 1 hay đường vành đai trải dọc theo đất nước. Nó cũng được kết nối với thành phố Mashad ở Iran thông qua thị trấn biên giới Islam Qala.

## Khí hậu
| Dữ liệu khí hậu của Herāt               | Dữ liệu khí hậu của Herāt | Dữ liệu khí hậu của Herāt | Dữ liệu khí hậu của Herāt | Dữ liệu khí hậu của Herāt | Dữ liệu khí hậu của Herāt | Dữ liệu khí hậu của Herāt | Dữ liệu khí hậu của Herāt | Dữ liệu khí hậu của Herāt | Dữ liệu khí hậu của Herāt | Dữ liệu khí hậu của Herāt | Dữ liệu khí hậu của Herāt | Dữ liệu khí hậu của Herāt | Dữ liệu khí hậu của Herāt |
| Tháng                                   | 1                         | 2                         | 3                         | 4                         | 5                         | 6                         | 7                         | 8                         | 9                         | 10                        | 11                        | 12                        | Năm                       |
| --------------------------------------- | ------------------------- | ------------------------- | ------------------------- | ------------------------- | ------------------------- | ------------------------- | ------------------------- | ------------------------- | ------------------------- | ------------------------- | ------------------------- | ------------------------- | ------------------------- |
| Cao kỉ lục °C (°F)                      | 24.4 (75.9)               | 27.6 (81.7)               | 31.0 (87.8)               | 37.8 (100.0)              | 39.7 (103.5)              | 44.6 (112.3)              | 50.7 (123.3)              | 42.7 (108.9)              | 39.3 (102.7)              | 37.0 (98.6)               | 30.0 (86.0)               | 26.5 (79.7)               | 50.7 (123.3)              |
| Trung bình ngày tối đa °C (°F)          | 9.1 (48.4)                | 11.9 (53.4)               | 17.9 (64.2)               | 24.0 (75.2)               | 29.6 (85.3)               | 35.0 (95.0)               | 36.7 (98.1)               | 35.1 (95.2)               | 31.4 (88.5)               | 25.0 (77.0)               | 17.8 (64.0)               | 12.0 (53.6)               | 23.8 (74.8)               |
| Trung bình ngày °C (°F)                 | 2.9 (37.2)                | 5.5 (41.9)                | 10.2 (50.4)               | 16.3 (61.3)               | 22.1 (71.8)               | 27.2 (81.0)               | 29.8 (85.6)               | 28.0 (82.4)               | 22.9 (73.2)               | 16.1 (61.0)               | 8.8 (47.8)                | 4.7 (40.5)                | 16.2 (61.2)               |
| Tối thiểu trung bình ngày °C (°F)       | −2.9 (26.8)               | −0.6 (30.9)               | 3.8 (38.8)                | 9.1 (48.4)                | 13.3 (55.9)               | 18.2 (64.8)               | 21.2 (70.2)               | 19.2 (66.6)               | 13.2 (55.8)               | 7.4 (45.3)                | 1.0 (33.8)                | −1.4 (29.5)               | 8.5 (47.2)                |
| Thấp kỉ lục °C (°F)                     | −26.7 (−16.1)             | −20.5 (−4.9)              | −13.3 (8.1)               | −2.3 (27.9)               | 0.8 (33.4)                | 9.7 (49.5)                | 13.3 (55.9)               | 8.4 (47.1)                | 1.3 (34.3)                | −5.6 (21.9)               | −12.8 (9.0)               | −22.7 (−8.9)              | −26.7 (−16.1)             |
| Lượng Giáng thủy trung bình mm (inches) | 51.6 (2.03)               | 44.8 (1.76)               | 55.1 (2.17)               | 29.2 (1.15)               | 9.8 (0.39)                | 0.0 (0.0)                 | 0.0 (0.0)                 | 0.0 (0.0)                 | 0.0 (0.0)                 | 1.7 (0.07)                | 10.9 (0.43)               | 35.8 (1.41)               | 238.9 (9.41)              |
| Số ngày mưa trung bình                  | 6                         | 8                         | 8                         | 7                         | 2                         | 0                         | 0                         | 0                         | 0                         | 1                         | 3                         | 5                         | 40                        |
| Số ngày tuyết rơi trung bình            | 2                         | 2                         | 1                         | 0                         | 0                         | 0                         | 0                         | 0                         | 0                         | 0                         | 0                         | 1                         | 6                         |
| Độ ẩm tương đối trung bình (%)          | 72                        | 69                        | 62                        | 56                        | 45                        | 34                        | 30                        | 30                        | 34                        | 42                        | 55                        | 67                        | 50                        |
| Số giờ nắng trung bình tháng            | 149.3                     | 153.5                     | 202.5                     | 235.7                     | 329.6                     | 362.6                     | 378.6                     | 344.8                     | 323.2                     | 274.0                     | 235.0                     | 143.1                     | 3.131,9                   |
| Nguồn 1: NOAA (1959–1983)               |                           |                           |                           |                           |                           |                           |                           |                           |                           |                           |                           |                           |                           |
| Nguồn 2: Ogimet                         |                           |                           |                           |                           |                           |                           |                           |                           |                           |                           |                           |                           |                           |

## Thành phố kết nghĩa
- Council Bluffs, Iowa, Hoa Kỳ (từ năm 2016)[7]
- Divandarreh, Kurdistan, Iran (từ năm 2021)